# Нижньодніпровськ (місцевість)

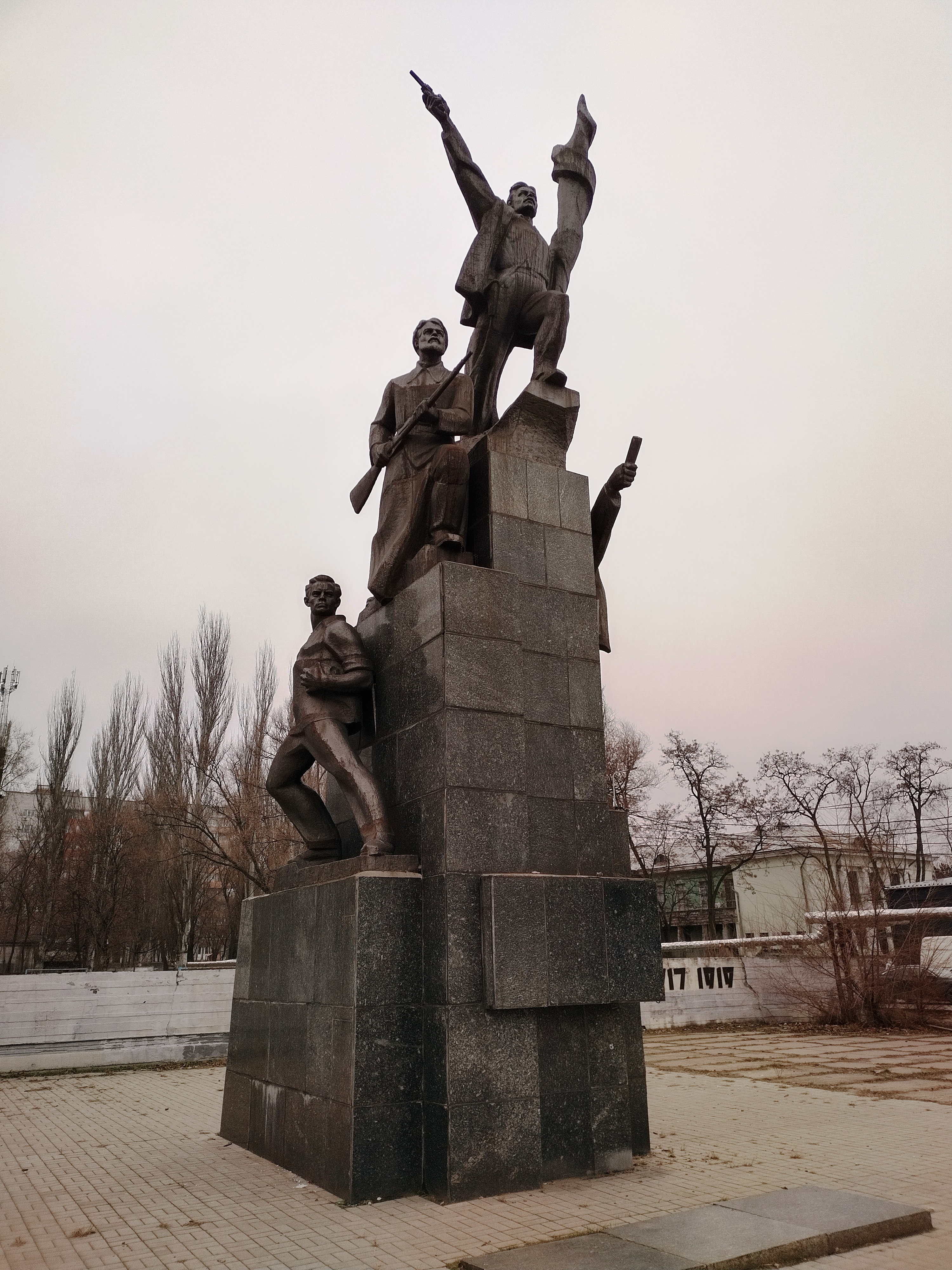
Пам'ятник Комунарам на вулиці Івана Нечуя-Левицького

Нижньодніпровськ — житловий масив у лівобережній частині міста Дніпро, в Амур-Нижньодніпровському районі, колишнє місто.

## Географія
Місцевість розташована вздовж залізниці на якій знаходиться однойменна станція. З півночі межує за лінією залізниці з Дніпровським вагоноремонтним заводом та Султанівкою. На північний захід розташоване селище Кирилівка, назване від колишнього найменування платформи 193 кілометр названої на честь сина помічника начальника Катерининської залізниці Петра Михайловича Крендовського (1882–1929) Кирила. З заходу  обмежується вулицями Івана Нечуя-Левицького та Яхненківською, за якою починається металургійний завод "Комінмет". З півдня межує з житловим масивом Мануйлівський, межею є занедбаний парк Кирилівка (до 2016 року імені Кірова) з озером із якого витікає струмок притока річки Гнилокіш. Східною межею є Слобожанський проспект, за яким починається Індустріальний район. Головна вулиця Івана Нечуя — Левицького. Також район складають вулиці Енеїди, Військова, Смарагдова, Тьоміна, Новозаводська, Желваковського, Котляревського, провулки Желваковського, Новозаводський, Смарагдовий. На непарному боці вулиці Нечуя-Левицького та Слобожанського проспекту багатоповерхова забудова, на решті масиву — одноповерхова.

## Транспорт
На станції Нижньодніпровськ та платформі 193 кілометр зупиняються приміські поїзди, що йдуть маршрутом Дніпро — Головний — Чаплине, Дніпро - Головний - Межова, та Дніпро - Головний — Лозова. По вулиці Енеїди проходить лінія трамвайного маршруту N 6, що закінчується біля станції Нижньодніпровськ, зупинка Інститут мінеральних ресурсів.

## Відомі будівлі та пам'ятники

### Вулиця Івана Нечуя-Левицького

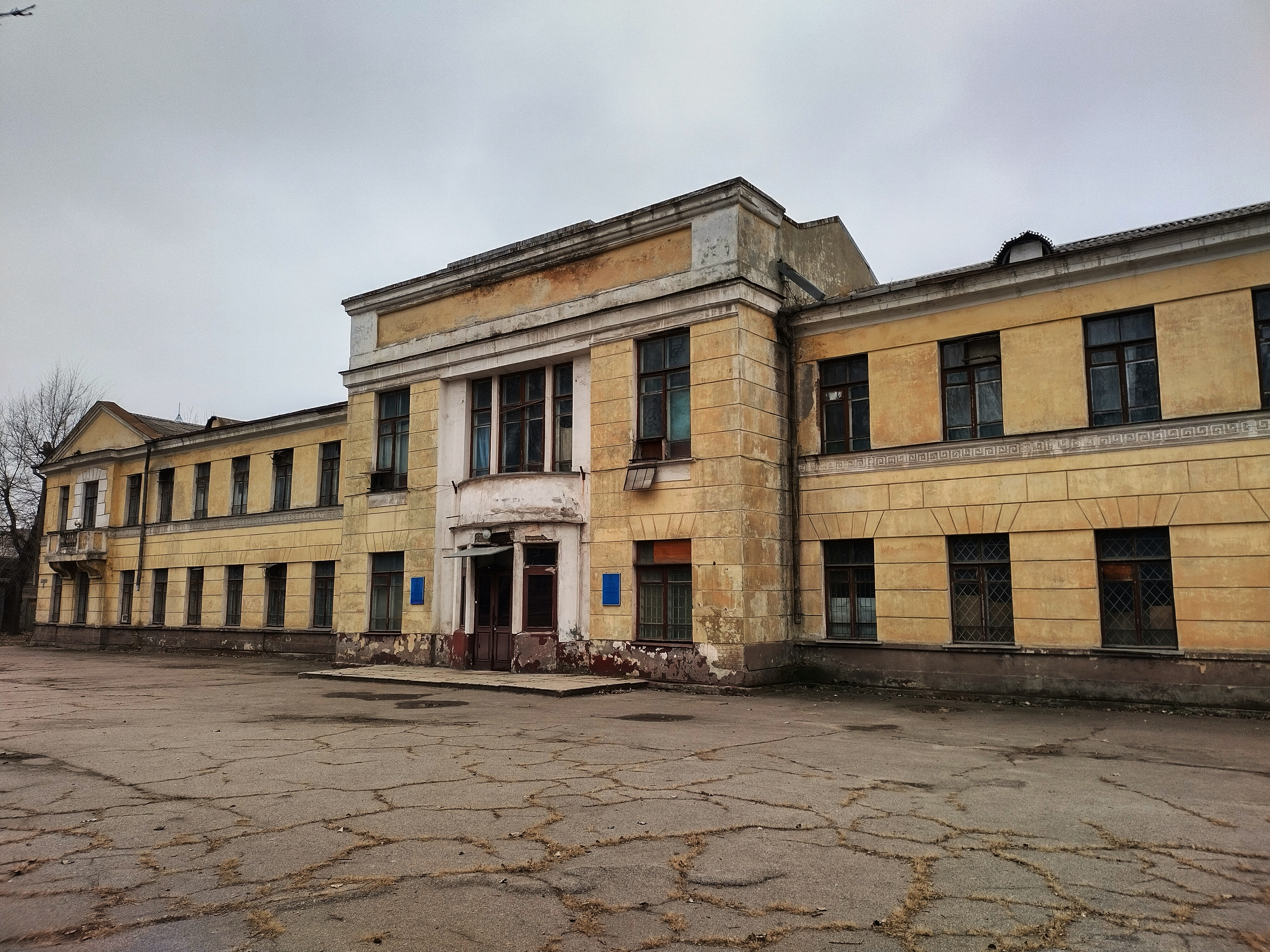
Будівля Державного інституту мінеральних ресурсів

- Будівля Державного інституту мінеральних ресурсівN 1 — Дніпровське відділення Українського державного інституту мінеральних ресурсів. Будівля колишньої Амур - Нижньодніпровської міської ради, згодом районної ради. Зведена у 1923 - 1925 роках за проектом архітектора Дмитра Скоробагатова[3];

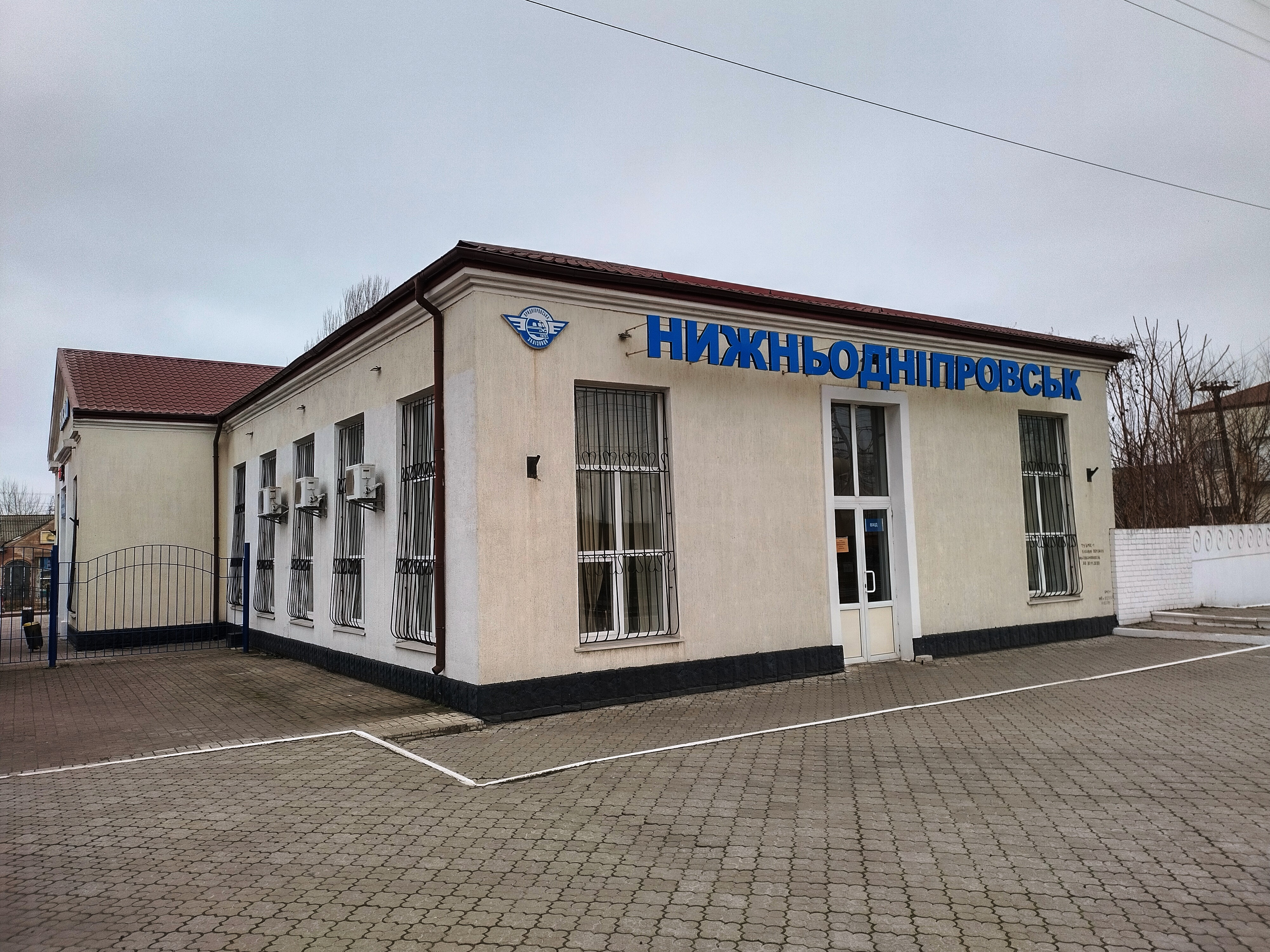
Вокзал станції Нижньодніпровськ

- Вокзал станції НижньодніпровськN14 — будівля вокзалу станції Нижньодніпровськ;
- N 62 - реабілітаційний центр "Республіка Шанс" громадської організації "Шанс+";
- N 69 а - дитячий садок N 45;
- N 95 -  підстанція швидкої медичної допомоги;

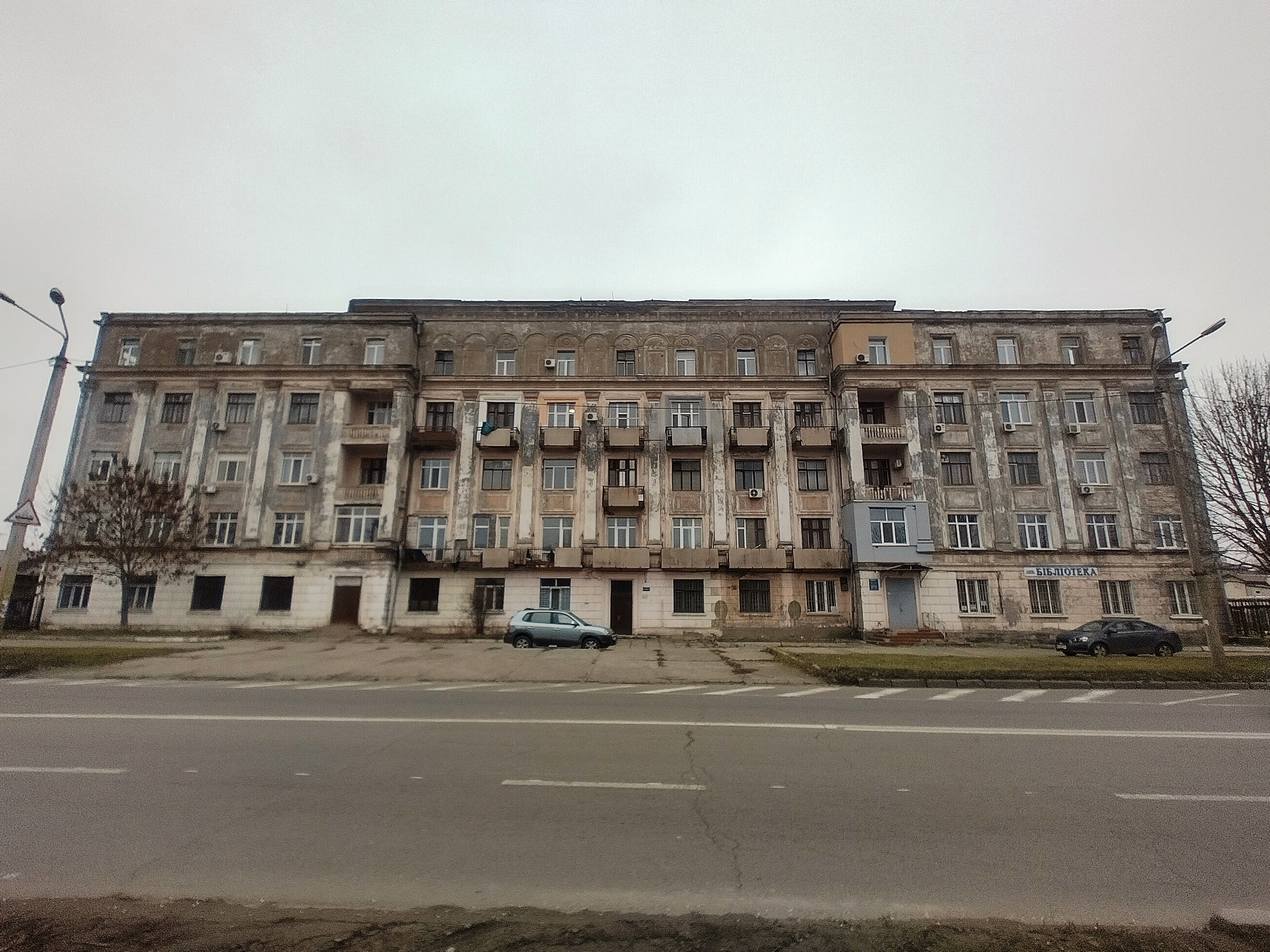
Гуртожиток заводу "Комінмет"

- Гуртожиток заводу "Комінмет"N 127 - філія N 1  Дніпровської Центральної міської бібліотеки[4][5], гуртожиток N 2 заводу "Комінмет";
- N 129 - загальноосвітня середня школа N 26.
- пам'ятник Комунарам  на братській могилі загиблих у роки громадянської війни учасників Задніпровського районного комітету РСДРП (б). Там поховані П. П. Артошенко, Ф. П. Васильєв, А. І. Волович, С. І. Журавльов, С. Зінаков, В. В. Козлов,  М. Є. Конотопець, П. Кочкін,  І. Кукса, С. Кукса, В. М. Логаш,  А. К. Маркевич, П. Панус, В. Тульський,  С. Шукаїн, Яманицький[6]

### Проспект Слобожанський
- N 15 - Амур - Нижньодніпровський відділ реєстрації актів цивільного стану.

## Історія
У 1873 році на північ від села Мануйлівка було зведено залізничну станцію Катеринослав, що була тупиком дільниці Катеринослав - Синельникове Лозово-Севастопольської залізниці. У 1875 році при станції виникло селище залізничників.
У 1884 році після зведення приватної лінії Катерининської залізниці та станції Катеринослав на правому березі Дніпра станція перейменована на Нижньодніпровськ і таку ж назву отримує селище при ній.
Селище увійшло до Мануйлівської волості Новомосковського повіту.
Протягом 1895 - 1897 років поблизу Нижньодніпровська будуються вагоноремонтні майстерні Катерининської залізниці, телеграфні майстерні,  завод прокатних вальців Мангеля,  машинобудівний завод  "Сиріус", металургійний завод бельгійського товариства "Шодуар" "Шодуар - В", трубозалізопрокатний завод "Ланге", завод Бехтольда та Франко - російські вагонні майстерні, що виробляли пасажирські, вантажні та трамвайні вагони.
Внаслідок заснування заводів  населення Нижньодніпровська зростає, поруч виникають селища Бараф, Сахалін та Султанівка. Формується Задніпровський промисловий район.
Журнал "Вісник фінансів" у 1897 році писав (згодом цю цитату використав Володимир Ленін у роботі "Розвиток капіталізму в Росії"): " ... у Нижньо-Дніпровську, під Катеринославом, на порожній піщаній місцевості, де нині низка заводів, утворилось нове поселення в 6000 душ".
На початку XX століття в своєму нарисі "Залізна гарячка" журналіст Володимир Гіляровський відзначив: "Нижньо -  Дніпровськ, кілька років тому пустир, нині величезна станція, оточена на декілька верст всілякими заводами... Величезні будинки, електрика. І все це до одного заводу, все це величезне і дорогоцінне місто, що виросло наче в чарівній казці, - все належить іноземцям і створено тільки ними".
Економічна криза 1903 року призвела до закриття Франко - Бельгійських вагонних майстерень, промисловий майданчик підприємства був покинутий.
У 1905 - 1907 роках робітниче населення Нижньодніпровська бере участь у революції.
11 жовтня 1905 року  учасників демонстрації з Амура та Нижньодніпровська обстріляли біля вулиці Філософської. Загинуло 8 чоловік. З 7 по 22 грудня 1905 року Нижньодніпровськ входив до Чечелівської республіки. З 10 по 22 грудня 1905 року в Нижньодніпровських вагонних майстернях перебував Розпорядчий страйковий комітет.
У 1909 році на  покинутий проммайданчик Франко - російських вагонних майстерень переїхав з правого берега Дніпра цвяховий завод Гантке.
Протягом 1910 - 1914 років поблизу містечка засновано заводи "Бельгійське товариство штампування", "Анонімне товариство російсько - бельгійських заводів для виготовлення печей", "Екстампаж" та "Пічовий".
В 1913 році у довіднику "Весь Катеринослав" про Нижньодніпровськ було сказано: "Нещодавно мізерне сільце Нижньодніпровськ тепер велике селище (15000 населення) розташоване на приватновласницькій землі. В ньому 2 аптеки, земський приймальний покій, 1 церква, понад 50 торговельно - промислових підприємств. Населення Нижньодніпровська зростає щороку".
У 1912 році у вагонних майстернях було організовано перший більшовицький осередок, котрий під час Першої світової війни  випускав нелегальну газету "Пролетаріат".
В середині 1910-х Нижньодніпровськ злився з сусідніми поселеннями Задніпров'я, що набуло міських обрисів.
3 червня 1917 року постановою Тимчасового уряду Росії, в рамках перетворення 41 поселення в міста, селища Амур та Нижньодніпровськ були об'єднані в місто Амур - Нижньодніпровськ.
У вересні 1917 року був утворений Задніпровський районний комітет РСДРП. Під час війни 1917 - 1921 років місто було осередком більшовиків.
25 січня 1918 року відбулось перше засідання Амур -Нижньодніпровської міської ради робітничих, селянських і солдатських депутатів (цю дату донедавна вважали днем заснування Амур - Нижньодніпровського району). Першим головою ради став робітник заводу "Шодуар - В" О. Савєльєв.
У 1920  році на місці Мануйлівської волості було створено Амур - Нижньодніпровський район Новомосковського повіту  куди, крім Амур - Нижньодніпровська, увійшли селища Бикове, Кирилівка, Султанівка, Бараф, Файнберг, Боржом, Мануйлівка (з 1923 року Воронцовка), колонія Гантке, Сахалін, Володимирове  та інші.
У 1922 році заводи "Шодуар - В", "Ланге" та " Бехтольда" були об'єднані в металургійний завод імені "Комінтерна".
У 1925 році Амур - Нижньодніпровський район включили до Катеринослава, проте Нижньодніпровськ вважався окремим містом - супутником Дніпропетровська до кінця 1950 - х років.
У   серпні 1925 року на межі Нижньодніпровська й Воронцовки було розбито парк з штучним озером, що отримав назву парк імені  Міжнародного Жіночого дня 8 березня (нині парк Козацької слави "Кирилівка").
У 1935 році між правим берегом та станцією Нижньодніпровськ  було прокладено трамвайну лінію, по якій пішов шостий маршрут.
З початком німецько - радянської війни  курсанти Дніпропетровського артилерійського училища у вересні 1941 року обороняли Нижньодніпровськ та довколишні селища.
В роки німецької окупації  в Нижньодніпровську діяла підпільна комсомольська організація, до якої входила понад сотня учасників. Також у  місті діяв осередок Організації українських націоналістів, де була підпільна друкарня. Голова Нижньодніпровської міської управи належав до ОУН. Діяла  молодіжна націоналістична організація. В Нижньодніпровську під час німецьких арештів переховувався голова крайового проводу ОУН на Південних українських землях Василь Кук.
27 вересня 1943 року Нижньодніпровськ зайняли радянські війська.
Протягом 1960-х - 1970 - х років  з'являється багатоповерхова забудова, по вулицях прокладається асфальт, встановлюється нічне освітлення, вводяться автобусні маршрути . В парку 8 березня, згодом перейменованому на честь Сергія Кірова встановлюються атракціони.

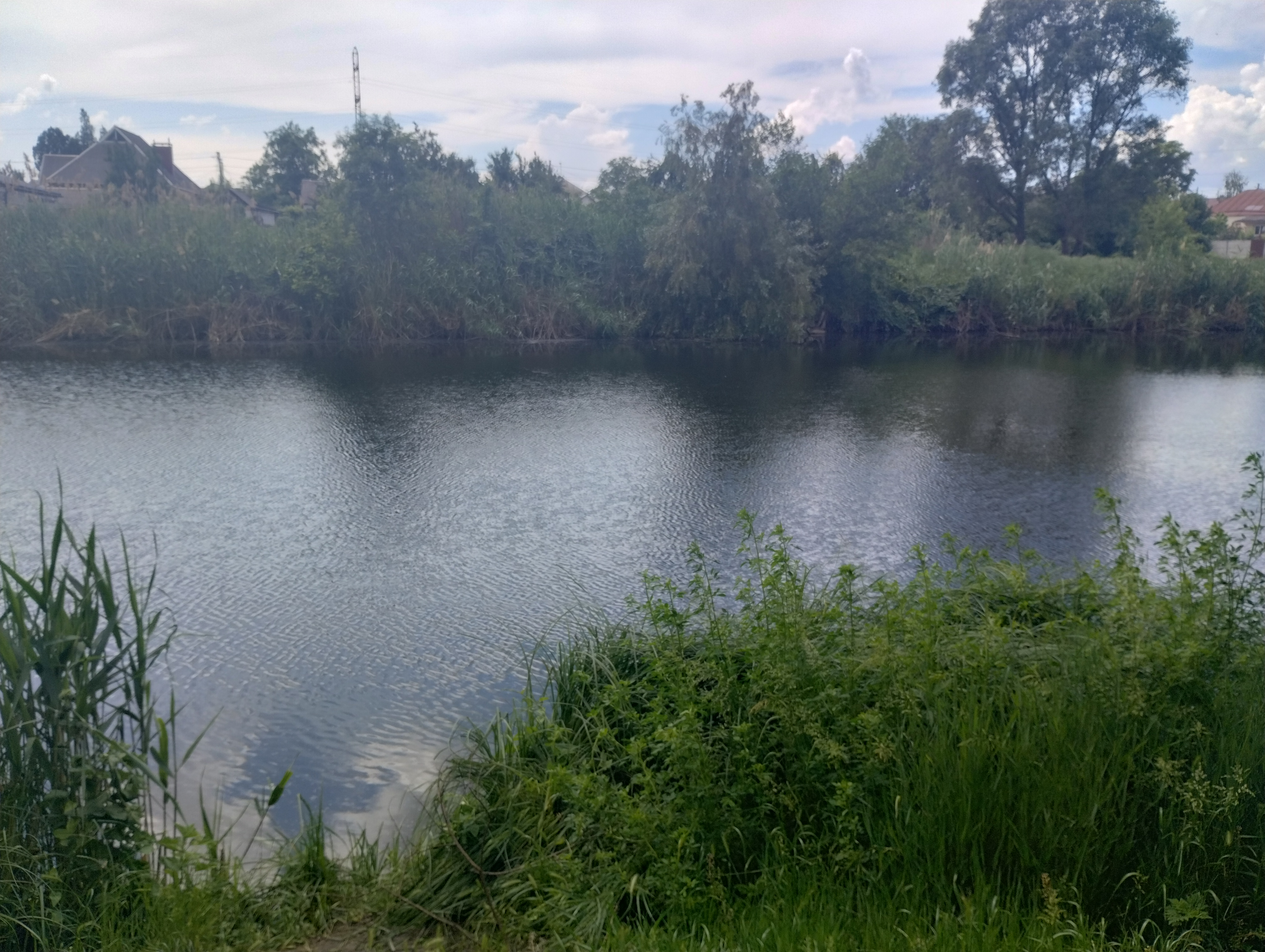
Ставок у парку Кирилівка

Відтоді зовнішній вигляд житлового масиву не змінився.  З початку 1990 - х занепадає парк імені Кірова, попри обіцянки властей та меценатів реконструкцію парку Кирилівка так і не було проведено.

## Відомі особистості
- Брандис Анатолій Якович - військовий льотчик, Двічі Герой Радянського Союзу, учасник Німецько-радянської війни.
- Куделя Дмитро Володимирович - український історик і громадський діяч, письменник.
- Ройтер Володимир Андрійович - український фізикохімік.
- Судець Володимир Олександрович - Маршал Радянського Союзу, у 1943 - 1945 роках командувач 17 - ї повітряної армії, що брала участь у боях за Дніпропетровськ восени 1943 року